# We Stand Tall
Мы стоим гордели́во (англ. We Stand Tall) — пропагандистский музыкальный видеоклип снятый и спродюсированный Церковью саентологии в 1990 году, в котором приняли участие многие высокопоставленные саентологи, включая Дэвида Мицкевича.

## Известные участники
- Дэвид Мицкевич — лидер Церкви саентологии.
- Майк Риндер[англ.] — бывший высокопоставленный руководитель Международной церкви саентологии[англ.] и Морской организации[англ.]. В 1982 — 2007 годы являлся членом Совета директоров Международной церкви саентологии, а также занимал должность Отдела особых дел[англ.], контролировал корпоративные, юридические и общественные отношения организации на международном уровне.
- Мартин Ратбун[англ.] — бывший генеральный инспектор Центра религиозных технологий[англ.], саентологической организации, занимающейся защитой и отстаиванием авторских прав Церкви саентологии на товарные знаки связанные с дианетикой и саентологией.
- Хебер Йентч[англ.] — президент Международной церкви саентологии с 1982 года.
- Мишель Мицкевич[англ.] — супруга Дэвида Мицкевича.

## Влияние

### «Наваждение» (Путь к клиру)
Отрывки из видеоклипа были показаны в документальном фильме «Наваждение» (Путь к клиру) с рассказом об обстоятельствах его съёмки.

### Saturday Night Live
Видеоклип был спародирован в музыкальной юмористической передаче Saturday Night Live, где Церковь саентологии была представлена под названием «Церковь нейротологии» (англ. Church of Neurotology), саентология названа нейротологией (англ. Neurotology), а дианетика — диаметрикой (англ. Diametrics). Таран Киллэм представил пародию на Дэвида Мицкевича, а Бобби Мойнихан спародировал Лафайета Рональда Хаббарда.